# Ingo Vogel (Politiker, 1976)
Ingo Vogel (* 29. April 1976 in Essen) ist ein deutscher Politiker (SPD). Bei der Bundestagswahl 2025 zog als Sieger im Wahlkreis 118 Essen II — auf der nordrhein-westfälischen Landesliste stand er auf Platz 59 — in den 21. Deutschen Bundestag ein.

## Leben
Eigenen Angaben zufolge wuchs er in Essen auf und absolvierte dort sein Abitur und schlug die Laufbahn als Polizeibeamter ein. Er absolvierte ein Studium an der Hochschule für Polizei und öffentliche Verwaltung Nordrhein-Westfalen mit dem Abschluss als Diplom-Verwaltungswirt und später ein Masterstudium an der Deutschen Hochschule der Polizei. Im Lauf der Zeit folgte der Aufstieg in den höheren Dienst. Zum Zeitpunkt seiner Wahl in den Bundestag im Februar 2025 war er Kriminaldirektor beim Polizeipräsidium Essen. Seine Themenschwerpunkte sind Ordnungs- und Finanzpolitik. Vor seiner Wahl in den Bundestag saß er für die SPD Essen im Rat der Stadt und war dort Vorsitzender der Ratsfraktion.
Er wohnt in Essen-Huttrop.